# Station Islip
Islip is een spoorwegstation van National Rail in Islip, Cherwell in Engeland. Het station is eigendom van Network Rail en wordt beheerd door Great Western Railway. 